# Some Enchanted Evening
Some Enchanted Evening ist das zehnte Studioalbum Art Garfunkels. Es ist in Zusammenarbeit mit dem Produzenten Richard Perry, der auch schon mit Musikgrößen wie Barbra Streisand, Rod Stewart, Carly Simon, Ringo Starr den Pointer Sisters und Harry Nilsson zusammenarbeitete, entstanden. Art Garfunkel produzierte bereits 1975 das Album Breakaway mit Richard Perry.

## Titelliste
1. I Remember You (Victor Schertzinger/Johnny Mercer)
2. Someone to Watch over Me (George Gershwin/Ira Gershwin)
3. Let’s Fall in Love (Harold Arlen/Ted Koehler)
4. I’m Glad There Is You (Paul Madeira/Jimmy Dorsey)
5. Quiet Nights of Quiet Stars (Corcovado) (Antônio Carlos Jobim/Gene Lees)
6. Easy Living (Leo Robin / Ralph Rainger)
7. I’ve Grown Accustomed to Her Face (Alan Jay Lerner/Frederick Loewe)
8. You Stepped Out of a Dream (Gus Kahn/Nacio Herb Brown)
9. Some Enchanted Evening (Richard Rodgers/Oscar Hammerstein II)
10. It Could Happen to You (Johnny Burke/Jimmy Van Heusen)
11. Life Is But a Dream (Raoul Cita / Hy Weiss)
12. What’ll I Do (Irving Berlin)
13. If I Loved You (Richard Rodgers/Oscar Hammerstein II)